# مطار جولو
مطار جولو (بالإنجليزية: Jolo Airport)‏ (إياتا: JOL، إيكاو: RPMJ) هو مطار عام يخدم مدينة جولو، سولو ويشغل المطار هيئة الطيران المدني الفلبينية.